# James R. Holton
James R. Holton, född 1938, död 3 mars  2004,  var en amerikansk meteorolog och atmosfärforskare. Holton föddes i Spokane i Washington och växte upp i Pullman, Washington. Hans far var chef för USA:s jordbruksdepartement laboratoriet och undersökte sjukdomar för olika grödor. 

## Studietiden
Holton tog examen från Harvards fysikprogram 1960 där han också träffade Margret Pickens som senare blev hans fru i 40 år. Efter examen doktorerade Holton på MIT där han bland annat arbetade med professor Jule Charney. Doktorsexamen avlades 1964 på samma universitet. 

## Forskning
Holton fick en forskningstjänst på University of Washington i Seattle där han tillbringade resten av sitt yrkesliv med undantag för ett år som han tillbringade i Stockholm för att samarbeta med bland andra professor Bert Bolin. Arbetet i Seattle innefattade i tidiga år en del experimentell verksamhet med roterande tankar. Från dessa försök kunde han förklara viskösa gränsskikt och transienta flöden i både luft och vatten. Bland annat så publicerade han artiklar som beskrev nattliga jetströmmar längs Klippiga bergens östra sluttningar.
På 1970-talet gick arbetet över mer på dynamik meteorologi i tropikerna och under de senare delen av 70-talet fokuserade han på stratosfärens och mesosfärens dynamik. I början av 1980-talet utförde han en del observationsjobb och visade bland annat hur stratosfärens allmänna dynamik driver gravitationsvågor. Den forskning han bedrev från mitten av 1980-talet och fram till sin död handlade mest om utbytet mellan troposfären-stratosfären, atmosfärens allmänna dynamik och gravitationsvågor. 
Holton handledde 26 doktorander och 20 postdoktorander. Han skrev dessutom ett antal böcker i ämnet dynamisk meteorologi, bland annat An Introduction to Dynamic Meteorology som kommit ut i fyra upplagor sedan 1972 och används som undervisningsbok i dynamisk meteorologi världen över. En annan bok han har författat är The Encyclopedia of Atmospheric Sciences.

## Utmärkelser och priser
Holton anses vara en av de viktigaste dynamiska meteorologerna genom alla tider[källa behövs]. Han har tilldelats flera priser bland annat Charneypriset 1982 och Carl-Gustaf Rossby-medaljen 2001. Motiveringen till det senare löd: 
| ” | For outstanding advances in the dynamics of the stratosphere through theoretical advances, perceptive use of models, and contributions to key measurement programs. | „ |